# Thalassodes grammonota
Thalassodes grammonota là một loài bướm đêm trong họ Geometridae.